# Svartkrita
Svartkrita är en mycket kolhaltig, mjuk, finkornig, mer eller mindre avfärgande lerskiffer med blåaktig eller gråsvart färg.

## Egenskaper
Svartkritan är matt med svagt glänsande streck, och fint jordartat tvärbrott, medan längdbrottet är skiffrigt. Specifik vikt är 2,2.

## Förekomst
Den bästa svartkritan förekommer i Frankrike med en hårdare variant vid Angers och Alencon och en mjukare vid Rennes, Cherbourg och Pignerol. Förekomster av god kvalitet finns även i Spanien och Italien. I tyska Thüringerwald finns förekomster av enklare kvalitet.

## Användning
Svartkrita har traditionellt haft användning som rit- och teckningsmaterial. De bästa kvaliteterna formas till ritstift direkt ur råmaterialet. För de mera ordinära sorterna pulveriseras råmaterialet, slammas och formas med en gummilösning till en deg, som pressas till små stänger för användning som ritstift.